# Maydan Birthday limited edition
«Maydan Birthday limited edition» — це збірка найкращих пісень гурту «PanKe Shava», випущена 2013 року на честь 15-річчя клубу «Майдан» (м. Луцьк).
Автор слів та музики - Тимофій Мороховець.

## Композиції
1. Storm Warning (Штормове попередження)
2. Віє з Півночі зимою
3. Just Tell (Тільки скажи)
4. Поклич мене
5. Strange World (Дивний світ)
6. For You (Для Тебе)
7. Vaikuntha (Вайкунтха)
8. Daleko
9. V.I.P.
10. Холодно
11. Війна